# 蒿蚜
蒿蚜（学名：Coloradoa rufomaculata）为常蚜科艾蚜屬下的一个种。